# 費茲傑羅大屋
費茲傑羅大屋（英語：F.Scott Fitzgerald House，通常称为Summit Terrace），又名山頂臺，位於美國明尼蘇達州聖保羅，是由威廉·威爾科克斯及克拉倫斯·約翰斯頓兩人所設計的排屋之一。位於山頂大道599號，因為費茲傑羅的影響而列入美國國家歷史名勝。排屋的設計具東方城市的特色，被稱為紐約風格。建築評論家拉里·米利特指：「儘管建築含羅馬復興建築的韻味，但其赤褐砂石顏色再加上船頭外形，令建築擺脫維多利亞式房屋的風格。」
在1914年，正當費茲傑羅就讀普林斯頓大學時，他與父母搬到聖保羅山頂大道593號居住，後來到1918年時，再搬到山頂大道599號的這所房子。1919年7月至8月期間，費茲傑羅在這重寫了過往的手稿，成為他第一本小說《This Side of Paradise》。雖然山頂臺只是費茲傑羅曾經居住過的其中一處，但此屋後來為費茲傑羅最佳的作品提供了場景參照。
山頂臺於1971年被列入美國國家歷史名勝。